# Potkuk (nekropola)
43°06′36″N 18°07′44″E / 43.109961°N 18.128956°E
Nekropola Potkuk nalazi se u mjestu Bitunja, općina Berkovići, 8 km od Stoca. Nacionalni je spomenik Bosne i Hercegovine.
Sastoji se od 243 stećka, a nalazi se ispod južne strane stijene Kuk (koja je korištena kao izvor materijala za nekropolu) na prostoru od 70×40 metara. Proteže se u smjeru istok-zapad, grupirana u dvije skupine stećaka: istočnu i zapadnu. Svi su spomenici orijentirani u smjeru zapad-istok, osim 11 koji su orijentirani u smjeru sjever-jug. Od ukupnog broja, dva su sanduka s postoljem u jednom komadu, dva sljemenjaka te pet masivnih ploča; svi ostali spomenici su u obliku sanduka. Ukrašenih je 45 spomenika, ponajviše u plitkom reljefu, a par primjeraka urezivanjem, a najčešći motiv je prikaz jelena ili lova na njega.
Osim nekropole Potkuk, na području Gornjeg Bitunja, još su tri lokaliteta sa stećcima: Zakuk (9 stećaka), Lokve (7 stećaka) i Baba (24 stećka), također nacionalni spomenici Bosne i Hercegovine.
Nekropola Potkuk uvrštena je na popis 30 UNESCO-ovih zaštićenih lokaliteta grobalja sa stećcima u Bosni i Hercegovini, Hrvatskoj, Crnoj Gori i Srbiji.

## Vanjske poveznice
- Šefik Bešlagić, Stećci u Bitunjoj (Naše starine IX, Sarajevo 1964.)